# Fereydan
Fereydan (persan : فریدن, arménien : Փերիա, Peria, géorgien : ფერეიდანი, Pereidani) est une région de la province d'Ispahan, en Iran. Région historique, elle est située à cheval sur les préfectures de Fereydunshahr, Chadegan, Buin va Miandasht et Fereydan.

## Démographie
En raison des politiques de déplacements forcés notamment durant le règne d'Abbas Ier le Grand, des communautés se sont retrouvées déplacées de leur région d'origine vers la région de Fereydan. On trouve aujourd'hui différentes ethnies vivant à Fereydan, chacune ayant conservé ses coutumes et sa propre langue.

### Géorgiens
Une forte communauté géorgienne représentant environ 100 000 personnes est regroupée dans les villes de Fereydunshahr et de Buin va Miandasht, Chadegan ainsi que dans les villages de Choqyurt, Nehzatabad et Sibak.

### Kachkaïs
La population kachkaï est essentiellement regroupée autour des villages des préfectures de Fereydan et Chadegan.

### Bakhtiaris
Fereydan est le quartier d'estivage pour de nombreux nomades bakhtiaris, essentiellement des tribus Tchahar Lang.

### Arméniens
Les villages de Fereydan étaient principalement peuplés d'Arméniens (mais aussi de Géorgiens) qui furent déportés dans cette région en 1603 et 1604 par le Shah d'Iran de l'époque, Shah Abbas de la dynastie des Safavides. En raison d'une émigration massive des Arméniens dans les années qui suivirent la Révolution iranienne, il n'y a presque plus, de nos jours, d'Arméniens dans la région, excepté dans le village de Boloran.

## Villages
La liste qui suit représente les noms des villages de Fereydan :
1. Aghgol
2. Aghtcha
3. Bekou ou Bekri
4. Berker
5. Boloran (encore habité par des Arméniens)
6. Hazardjrib
7. Iskandaria
8. Khnkirana
9. Khoung
10. Khoygan (de l'intérieur)
11. Khoygan (du haut)
12. Meydanak
13. Meyvstan
14. Milagert
15. Moughan
16. Moukeli
17. Pnstan
18. Shahboua
19. Shourishkan
20. Skandari-Ghooza
21. Sngert
22. Tachkchan
23. Talboulagh
24. Tanghalvayi